# I. A třída Zlínského kraje
I. A třída Zlínského kraje tvoří společně s ostatními prvními A třídami šestou nejvyšší fotbalovou soutěž v České republice. Je řízena Zlínským krajským fotbalovým svazem a rozdělena na skupiny A a B. Hraje se každý rok od léta do jara se zimní přestávkou, účastní se jí v obou skupinách 14 týmů ze Zlínského kraje, každý s každým hraje jednou na domácím hřišti a jednou na hřišti soupeře. Celkem se tedy hraje 26 kol. Vítězem se stává tým s nejvyšším počtem bodů v tabulce a postupuje do Zlínského krajského přeboru. Poslední dva týmy a jeden další s nejmenším počtem bodů sestupují do I. B třídy Zlínského kraje – skupiny A/B/C. Do I. A třídy Zlínského kraje vždy postupuje vítěz I. B třídy – skupiny A/B/C a jeden další tým s nejvyšším počtem bodů.

## Vítězové
Zdroje: 
Vítězové I. A třídy – skupiny A
- 2002/2003 – SK Vlachovice
- 2003/2004 – FC Vsetín
- 2004/2005 – FK Luhačovice
- 2005/2006 – FC Valašské Příkazy
- 2006/2007 – TJ Valašské Meziříčí
- 2007/2008 – SK Vlachovice
- 2008/2009 – 1. SK Metropol Podkopná Lhota
- 2009/2010 – TJ Spartak Valašské Klobouky
- 2010/2011 – TJ Valašské Meziříčí „B“
- 2011/2012 – SK Vlachovice
- 2012/2013 – FC Elseremo Brumov „B“
- 2013/2014 – FC Vsetín
- 2014/2015 – TJ Štítná nad Vláří
- 2015/2016 – TJ Kelč
- 2016/2017 – TJ Juřinka
- 2017/2018 – TJ Sokol Nevšová
- 2018/2019 – FC Slušovice
- 2019/2020 – Valašská Polanka Nedohráno z důvodu Covid-19
- 2020/2021 – Kateřinice Nedohráno z důvodu Covid-19
- 2021/2022 – TJ Francova Lhota
- 2022/2023 – TJ Hrachovec
- 2023/2024 –

Vítězové I. A třídy – skupiny B
- 2002/2003 – TJ Sokol Ořechov
- 2003/2004 – FC RAK Provodov
- 2004/2005 – TJ Zdounky
- 2005/2006 – FC Slovácká Sparta Spytihněv
- 2006/2007 – SK Boršice
- 2007/2008 – TJ Pilana Zborovice
- 2008/2009 – FK Luhačovice
- 2009/2010 – TJ Dolní Němčí
- 2010/2011 – SK Boršice
- 2011/2012 – TJ Sokol Kněžpole
- 2012/2013 – TJ Sokol Újezdec-Těšov
- 2013/2014 – TJ Spartak Hluk
- 2014/2015 – TJ Sokol Újezdec-Těšov
- 2015/2016 – FC Strání
- 2016/2017 – TJ Spartak Hluk
- 2017/2018 – TJ Skaštice
- 2018/2019 – FC Kvasice
- 2019/2020 – TJ Osvětimany Nedohráno z důvodu Covid-19
- 2020/2021 – TJ Spartak Hluk Nedohráno z důvodu Covid-19
- 2021/2022 – TJ Osvětimany
- 2022/2023 – TJ Spartak Hluk
- 2023/2024 –

Poznámky:
- 1969/70 – 1971/72: Středomoravská župa
- 1991/92 – 2001/02: Středomoravská župa
- 2002/03 – dosud: Zlínský kraj